# Pawęża (rodzaj)
Pawęża (Coptosoma) – rodzaj pluskwiaków z podrzędu różnoskrzydłych i rodziny pawężowatych.
Do rodzaju tego należy ponad 280 opisanych gatunków, w tym:

- Coptosoma abbreviatum Montandon, 1894
- Coptosoma aberrans Schouteden, 1910
- Coptosoma aciculata Montandon, 1896
- Coptosoma adjuncta Montandon, 1896
- Coptosoma affinis Dallas, 1851
- Coptosoma afzelii Stål, 1865
- Coptosoma aglaia Linnavuori, 1974
- Coptosoma alata (Signoret, 1858)
- Coptosoma aliena Montandon, 1899
- Coptosoma amabile Linnavuori, 1977
- Coptosoma antigone Linnavuori, 1977
- Coptosoma arabicum Linnavuori, 1977
- Coptosoma atenes Karsch, 1892
- Coptosoma athamas Linnavuori, 1974
- Coptosoma atratula Montandon, 1894
- Coptosoma atriceps Montandon, 1896
- Coptosoma aurivilleanum Montandon, 1894
- Coptosoma australica Stål, 1876
- Coptosoma bayeri Schouteden, 1919
- Coptosoma bechuana Hesse, 1935
- Coptosoma belmonti Piton, 1940
- Coptosoma bequaerti Schouteden, 1919
- Coptosoma bicuspis Hsiao & Jen, 1977
- Coptosoma bifarium Montandon, 1897
- Coptosoma biguttulum Motschulsky, 1860
- Coptosoma binoculus Jeannel, 1914
- Coptosoma binota Yang, 1934
- Coptosoma bipunctatum Ahmad & Moizuddin, 1992
- Coptosoma bipustulata (Germar, 1839)
- Coptosoma bisignata Stål, 1853
- Coptosoma bottegoi Montandon, 1899
- Coptosoma breviceps Horváth, 1879
- Coptosoma breviculum Montandon, 1897
- Coptosoma capitatum Jakovlev, 1880
- Coptosoma cardoni Montandon, 1896
- Coptosoma catagraphum Montandon, 1893
- Coptosoma chekianum Yang, 1934
- Coptosoma chinense Signoret, 1881
- Coptosoma cinctum (Eschscholtz, 1822)
- Coptosoma colmeiroi Bolivar, 1879
- Coptosoma conspersa Stål, 1865
- Coptosoma conspicuum Schouteden, 1919
- Coptosoma cornutum Xue & Liu, 2002
- Coptosoma costale Stål, 1853
- Coptosoma costalis Stål, 1853
- Coptosoma cribrarium (Fabricius, 1798)
- Coptosoma davidi Montandon, 1897
- Coptosoma denticeps Montandon, 1893
- Coptosoma dentiventre Linnavuori, 1977
- Coptosoma descarpentriesi Villiers, 1967
- Coptosoma dianqianum Xue & Liu, 2002
- Coptosoma diluta Montandon, 1894
- Coptosoma dilutum Linnavuori, 1977
- Coptosoma distigma Montandon, 1896
- Coptosoma distigmum Montandon, 1896
- Coptosoma duplicatum Villiers, 1967
- †Coptosoma eocenica Piton, 1940
- Coptosoma erugatum Montandon, 1895
- Coptosoma excoffieri Montandon, 1899
- Coptosoma fidiceps Hsiao & Jen, 1977
- Coptosoma flavidum Hsiao & Jen, 1977
- Coptosoma frontata Montandon, 1894
- Coptosoma globus Fabricius
- Coptosoma gyirongna Zhang & Lin, 1981
- Coptosoma hemisphaerica Dallas, 1851
- Coptosoma humile Montandon, 1893
- Coptosoma inclusa Stål, 1865
- Coptosoma integrum Walker, 1867
- Coptosoma intermedium Yang, 1934
- Coptosoma ituriense Schouteden, 1919
- Coptosoma japonicum Matsumura, 1913
- Coptosoma josuae Horváth, 1903
- Coptosoma junodi Montandon, 1894
- Coptosoma katangense Schouteden, 1919
- Coptosoma laeviusculum Montandon, 1893
- Coptosoma lascivum Bergroth, 1892
- Coptosoma libidinosum Montandon, 1894
- Coptosoma limbatella Stål, 1853
- Coptosoma limitata Montandon, 1896
- Coptosoma lodosi Doğanlar, Karsavuran & Demirel, 2007
- Coptosoma lyncea Stål, 1876
- Coptosoma maridicum Linnavuori, 1974
- Coptosoma maura Vidal, 1938
- Coptosoma medians Montandon, 1897
- Coptosoma minutum Ren, 1984
- Coptosoma mirabilis Distant, 1903
- Coptosoma montanum Hsiao & Jen, 1977
- Coptosoma mucronatum Seidenstücker, 1963
- Coptosoma mundum Bergroth, 1892
- Coptosoma murrayi Signoret, 1858
- Coptosoma nebulosum Montandon, 1892
- Coptosoma nepalensis Westwood, 1837
- Coptosoma nigrellum Hsiao & Jen, 1977
- Coptosoma nigriceps Signoret, 1858
- Coptosoma nigricolor Montandon, 1896
- Coptosoma nigropunctata Stål, 1855
- Coptosoma notabile Montandon, 1894
- Coptosoma nothum Montandon, 1893
- Coptosoma noualhieri Montandon, 1896
- Coptosoma nubilum (Germar, 1839)
- Coptosoma oculator Reiche & Fairmaire, 1849
- Coptosoma oenderi Doğanlar, Karsavuran & Demirel, 2007
- Coptosoma olivaceum Linnavuori, 1977
- Coptosoma orientalis Schouteden, 1910
- Coptosoma pallens Schouteden, 1910
- Coptosoma parvipictum Montandon, 1892
- Coptosoma patrizii Mancini, 1939
- Coptosoma perpunctum Montandon, 1896
- Coptosoma pervulgatum Xue & Liu, 2002
- Coptosoma pictula Stål, 1865
- Coptosoma pilosulum Montandon, 1893
- Coptosoma pinfa Yang, 1934
- Coptosoma podagrica Stål, 1876
- Coptosoma poecila Dallas, 1851
- Coptosoma prolaticeps Montandon, 1896
- Coptosoma pulchellum Montandon, 1894
- Coptosoma putoni Montandon, 1898
- Coptosoma pygmaea Jensen-Haarup, 1926
- Coptosoma rabieri Montandon, 1897
- Coptosoma ramosa Walker, 1867
- Coptosoma raunoi Davidová-Vilímová & Štys, 1980
- Coptosoma rufiplaga Hesse, 1925
- Coptosoma sandahli Reuter, 1881
- Coptosoma schoutedeni Kirkaldy, 1909
- Coptosoma scutellatum (Geoffroy, 1785)
- Coptosoma seguyi Yang, 1934
- Coptosoma semiflavum Jakovlev, 1890
- Coptosoma siamica Walker, 1867
- Coptosoma siamicum Walker, 1867
- Coptosoma signatum Schouteden, 1909
- Coptosoma simillimum Hsiao & Jen, 1977
- Coptosoma simplex Walker, 1867
- Coptosoma sordidulum Montandon, 1892
- Coptosoma sparsum Montandon, 1894
- Coptosoma sphaerula (Germar, 1839)
- Coptosoma stali Montandon, 1896
- Coptosoma stigmatica (Germar, 1839)
- Coptosoma subcarinata Montandon, 1893
- Coptosoma subsimilis Montandon, 1893
- Coptosoma tabiense Linnavuori, 1977
- Coptosoma tessellatum Linnavuori, 1977
- Coptosoma thetis Linnavuori, 1977
- Coptosoma transversa Westwood, 1837
- Coptosoma triangulum Yang, 1934
- Coptosoma tripolitanum Bergroth, 1890
- Coptosoma tuberculatum Ren, 1984
- Coptosoma vanderysti Schouteden, 1919
- Coptosoma varicolor Schouteden, 1908
- Coptosoma variegatum (Herrich-Schaeffer, 1838)
- Coptosoma variolosum Montandon, 1894
- Coptosoma vicina Montandon, 1894
- Coptosoma vollenhoveni Montandon, 1896
- Coptosoma wombaliense Schouteden, 1919
- Coptosoma yunnanum Ren, 1984
- Coptosoma zhamua Zhang & Lin, 1981